# 浮图讲乡
浮图讲乡，是中华人民共和国河北省张家口阳原县下辖的一个乡镇级行政单位。芦南公路过境。

## 行政区划
浮图讲乡下辖以下地区：
浮图讲村、六角村、开阳村、丁家堡村、赵家堡村、金卜罗村、龙马庄村、谢家窑村、葫芦涧村、上卜庄村、下卜庄村、沙河窑村、官地窑村、三分村、泥泉堡村、槽村、平顶村、淤泥湾村、弓家湾村和马主部村。

## 中国传统村落
- 开阳村